# Anders Fannemel
Anders Fannemel (Hornindal, 13 mei 1991) is een Noorse schansspringer. Hij nam deel aan de Olympische Winterspelen 2014 in Sotsji.

## Carrière
Bij zijn wereldbekerdebuut, in december 2009 in Lillehammer, eindigde Fannemel op de tiende plaats. Vervolgens duurde het meer dan twee jaar voor de Noor opnieuw aan de start stond van een wereldbekerwedstrijd. Op de wereldkampioenschappen skivliegen 2012 in Vikersund eindigde hij als dertiende in de individuele wedstrijd, in de landenwedstrijd eindigde hij samen met Bjørn Einar Romøren, Rune Velta en Anders Bardal op de vierde plaats. In november 2012 stond Fannemel voor de eerste maal in zijn carrière op het podium van een wereldbekerwedstrijd.
Op de Olympische Winterspelen 2014 eindigde Fannemel 15e op de normale schans en 5e op de grote schans. Op 13 december 2014 won hij in het Russische Nizjni Tagil haar eerste wereldbekerwedstrijd.
Op 15 februari 2015 sprong hij in Vikersund 251,5 meter ver en behaalde hiermee het wereldrecord.

## Resultaten

### Olympische Winterspelen
| Jaar | Plaats | Resultaten                                                         |
| ---- | ------ | ------------------------------------------------------------------ |
| 2014 | Sotsji | 15e normale schans 5e grote schans 6e landenwedstrijd grote schans |

### Wereldkampioenschappen schansspringen
| Jaar | Plaats | Resultaten                       |
| ---- | ------ | -------------------------------- |
| 2015 | Falun  | 9e HS100 · 7e HS134 · Team HS134 |
| 2017 | Lahti  | 5e HS134 · Team HS134            |

### Wereldkampioenschappen skivliegen
| Jaar | Plaats          | Resultaten                 |
| ---- | --------------- | -------------------------- |
| 2012 | Vikersund       | 13e HS225 4e Teamwedstrijd |
| 2014 | Harrachov       | 7e HS205                   |
| 2016 | Bad Mitterndorf | 7e HS225 · Teamwedstrijd   |

### Wereldbeker
Eindklasseringen
| Seizoen   | Algm | SV  | 4S    | RAW |
| --------- | ---- | --- | ----- | --- |
| 2009/2010 | 60e  | –   | –     |     |
| 2011/2012 | 25e  | 16e | –     |     |
| 2012/2013 | 26e  | 21e | 18e   |     |
| 2013/2014 | 23e  | 10e | 31e   |     |
| 2014/2015 | 4e   | 6e  | 11e   |     |
| 2015/2016 | 10e  | 11e | 8e    |     |
| 2016/2017 | 26e  | 16e | 28e   | 34e |
| 2017/2018 | 12e  | 12e | Brons | 31e |
| 2018/2019 | 36e  | 35e | 27e   | 36e |

Wereldbekerzeges
| Datum                   | Plaats                  | Schans                  |
| Individuele wedstrijden | Individuele wedstrijden | Individuele wedstrijden |
| ----------------------- | ----------------------- | ----------------------- |
| 13 december 2014        | Nizjni Tagil            | HS134                   |
| 8 februari 2015         | Titisee-Neustadt        | HS142                   |
| 31 januari 2016         | Sapporo                 | HS134                   |
| Teamwedstrijden         |                         |                         |
| 11 februari 2012        | Willingen               | HS145                   |
| 7 maart 2015            | Lahti                   | HS130                   |
| 23 januari 2016         | Zakopane                | HS127                   |
| 22 februari 2016        | Kuopio                  | HS127                   |
| 19 maart 2016           | Planica                 | HS225                   |
| 25 maart 2017           | Planica                 | HS225                   |
| 18 november 2017        | Wisła                   | HS134                   |
| 25 november 2017        | Kuusamo                 | HS142                   |
| 9 december 2017         | Titisee-Neustadt        | HS142                   |
| 16 december 2017        | Engelberg               | HS140                   |

### Grand-Prix
Eindklasseringen
| Jaar | Plaats |
| ---- | ------ |
| 2011 | 20e    |
| 2012 | 11e    |
| 2013 | 60e    |
| 2014 | 34e    |
| 2015 | 27e    |
| 2016 | 7e     |
| 2017 | 27e    |
| 2018 | 61e    |

Zeges
| Datum            | Plaats      | Schans      |
| Individueel      | Individueel | Individueel |
| ---------------- | ----------- | ----------- |
| 27 augustus 2016 | Hakuba      | HS131       |
| Team             |             |             |
| 22 juli 2016     | Wisła       | HS134       |